# Crida LGBTI
Crida LGBTI es una organización para la liberación sexual y de género, de ideología socialista y feminista. Tiene como objetivos poner sobre la mesa debates estratégicos del movimiento de liberación sexual en el marco de los Países Catalanes, conseguir más visibilidad y apoderamiento de gays, lesbianas, bisexuales, transexuales e intersexuales, e incluir la perspectiva LGBTI dentro de movimientos sociales como el antirracismo, el activismo juvenil y el movimiento soberanista. Forma parte de la izquierda independentista catalana.

## Lucha contra la LGBTI-fobia
La organización impulsa movilizaciones para protestar contra casos de violencia LGBTI-fóbica y para exigir mayores recursos de las administraciones públicas. Entre otras cosas, promovió la protesta contra la conferencia de la organización ultracatólica de extrema derecha Hazte Oír en Barcelona, ha denunciado al periodista Arcadi Espada y al diario El Mundo ante la Fiscalía de Delitos de Odio y Discriminación y ha promovido manifestaciones en varios puntos de Cataluña, como en Lérida, Tarragona, Reus, Badalona y Barcelona para denunciar agresiones y exigir al Gobierno de la Generalidad de Cataluña la aplicación de la Ley 11/2014 de derechos de las personas LGBTI .
Parte de sus acciones se han dirigido a partidos políticos catalanes. El 28 de junio de 2019 ocuparon la sede nacional de ERC para exigir al Consejero Chakir el Homrani el despliegue de la ley de derechos del colectivo LGBTI y colgaron carteles y pancartas. Más tarde, también criticaron al PSC, al que acusaron de festejar con discursos de odio y transmisoginia, y a la alcaldesa de Barcelona Ada Colau, a quien reprocharon de no asistir a la manifestación del Orgullo en 2020. El Llamamiento LGBTI también ha exigido al Gobierno español la aprobación de la Ley Trans y ha ocupado la Dirección General de Igualdad de la Generalidad de Cataluña para exigir el cese de la jefa del área LGBTI, Maria Lluïsa Jiménez y Gusi.

## Crítica al capitalismo rosa
Crida LGBTI se posiciona en contra del capitalismo rosa y se ha desmarcado reiteradamente del Pride Barcelona, al que acusan de mercantilizar la lucha. Consideran que las empresas privadas se apropian del día internacional del Orgullo LGBT y lo utilizan para hacer negocio, y se desentienden de los reclamos del movimiento. Con motivo del 28 de junio de 2018, junto con la CUP, Crida LGBTI acusó al Pride Barcelona de hipocresía y de comportamientos éticos dudosos. Ambas organizaciones llamaron a boicotear el evento, que calificaban de pinkwashing a las empresas vinculadas a la especulación y a la deportación de inmigrantes como Airbnb, B The Travel Brand y Merlin Properties .
Crida LGBTI también vincula al partido político Ciudadanos al capitalismo rosa y al pinkwashing y le acusa de atentar contra los derechos del colectivo LGBTI. Fruto de ello, expulsó al autobús del partido de la manifestación del 28 de junio de 2019, y el 13 de octubre de 2020 un activista de Crida LGBTI fue llamado a juicio acusado de daños y coacciones por el partido político. La defensa del activista aseguró que Ciudadanos tenía voluntad de provocar, al ser de signo político e ideológico contrario al de la manifestación, y acusó al Departamento de Interior de la Generalidad de Cataluña de cometer una grave negligencia durante la misma.

## Vinculación al movimiento soberanista
El colectivo se posiciona a favor de la independencia de los Países Catalanes, y pidió el voto por el Sí en el referéndum de autodeterminación del 1 de octubre de 2017. En octubre de 2019 impulsó un manifiesto internacional de rechazo a la sentencia del juicio del proceso independentista, a la represión policial de las manifestaciones y en defensa del derecho a la autodeterminación del pueblo catalán. Lo firmaron más de treinta entidades LGBTI de Galicia, País Vasco, Castilla, Estados Unidos, Portugal, Holanda, Eslovenia, Suecia, Italia e Irlanda.

## Manifestación de la Liberación LGBTI
El 27 de junio de 2020, Crida LGBTI organizó la 44.ª manifestación de la Liberación LGBTI en Barcelona con el apoyo de más de 50 entidades y la asistencia de 800 personas (según la Guardia Urbana) y 2500 (según los convocantes). Esta manifestación, de signo contrapuesto al Pride Barcelona, era convocada hasta entonces por la Comisión Unitaria 28 de Junio, y siguió el recorrido tradicional de Plaza de la Universidad a Plaza de San Jaime .
La manifestación contó con seis bloques de colectivos sociales como la Plataforma de Afectados por la Hipoteca, el Sindicato de Inquilinos e Inquilinas, Unidad contra el fascismo y el Racismo, Ecologistas en Acción, asociación Las Kellys o Black Lives Matter. Los convocantes de la marcha denunciaron los perjuicios que causan el neoliberalismol en la sociedad, y defendieron la aplicación de políticas sociales valientes centradas en la mejora de la vivienda, el trabajo, los servicios públicos, la renta básica, el ecologismo, el antirracismo y la autodeterminación.